# Daniel Appriou
Pour les articles homonymes, voir Appriou.
 (janvier 2011).
Si vous disposez d'ouvrages ou d'articles de référence ou si vous connaissez des sites web de qualité traitant du thème abordé ici, merci de compléter l'article en donnant les références utiles à sa vérifiabilité et en les liant à la section « Notes et références ».
Daniel Appriou est un écrivain né en 1947 à Morlaix ; il est expert judiciaire près la Cour d’appel de Rennes.

## Biographie
Après avoir écrit dans la presse régionale bretonne de nombreux articles sur la vie en Angleterre, il débuta une série de livres d’histoire, tout d’abord locale, intervenant de 1992 à 1998 sur Radio Bretagne Ouest pour une série d’émissions évoquant les Bretons et Bretonnes célèbres. Puis il collabora à diverses revues et quotidiens.
En collaboration avec E. Bozellec, il publia une série de quatre tomes sur les châteaux et manoirs en baie de Morlaix, bientôt suivi d’une évocation historique du château du Taureau avec Marie-Claude Appriou.
Il a publié de nombreux ouvrages de référence expliquant les expressions historiques de la langue française, l’origine des mots historiques, les grands événements qui ont fait l’Histoire, les surnoms historiques etc.

## Publications
- L'Histoire au coin de la rue, tomes 1 et 2, éditions du Dossen, 1983-1989,  (ISBN 2950351905).
- Femmes d’Armorique, des destins hors du commun, éditions de la Plomée, 1996,  (ISBN 978-2950974952).
- Locutions historiques de la langue française, éditions Marabout, 1997,  (ISBN 978-2501027038).
- Figures de proue, Marins de Pen ar Bed, éditions de la Plomée, 1997.
- L'Alcide, corsaire de Saint-Malo, éditions Coop Breizh, 1997,  (ISBN 978-2909924878) (en collaboration avec E. Bozellec).
- Le Château de Suscinio, D.G.E.R., 1999.
- Petite Histoire des grands mots historiques, Le Pré aux Clercs, 1999,  (ISBN 978-2842280604).
- Ruses et Stratagèmes de l’histoire, Le Pré aux Clercs, 2000,  (ISBN 978-2735702848).
- Destins tragiques de l’histoire de France, Le Pré aux Clercs, 2001.
- Châteaux et Manoirs en baie de Morlaix, tomes 1-4, éditions du Bois d’Amour, 2002-2005 (en collaboration avec E. Bozellec)
- Des surnoms pour l’histoire, Le Pré aux Clercs, 2002
- Au cœur de Morlaix, Keltia Graphic 2003
- Rendons à César…, Le Pré aux Clercs, 2004,  (ISBN 978-2735703265).
- Le Château du Taureau, éditions du Bois d’Amour, 2004 (en collaboration avec Marie-Claude Appriou)
- Par deux vers, moi (poésie), éditions du Bois d’Amour, 2005
- Ces jours qui ont fait l’histoire, éditions Acropole, 2006,  (ISBN 978-2735702664).
- Les Symboles de l’histoire, éditions Acropole, 2007,  (ISBN 978-2735702787).
- Petites Histoires de l'histoire, éditions Acropole 2008
- Tous les chemins mènent à Rome, éditions Acropole, 2009,  (ISBN 978-2735703173).
- Le Fin Mot de l’histoire, éditions Acropole, 2011
- Étonnantes Histoires de France et de Navarre, éditions Larousse, 2013
- La Grande Guerre - Petites histoires oubliées, éditions A. Sutton, 2014
- Napoléon Bonaparte - Anecdotes impériales, éditions A. Sutton, 2015
- Petit Dictionnaire des symboles de l'Empire, éditions A. Sutton, 2015
- Il est des mots qui tuent, éditions Sutton, 2016
- Les Attentats à travers l'histoire, éditions Sutton, 2017